# Hesperonemastoma
Genre
Hesperonemastoma est un genre d'opilions dyspnois de la famille des Taracidae.

## Distribution
Les espèces de ce genre se rencontrent en Amérique du Nord.

## Liste des espèces
Selon World Catalogue of Opiliones (11/04/2023) :
- Hesperonemastoma kepharti (Crosby & Bishop, 1924)
- Hesperonemastoma modestum (Banks, 1894)
- Hesperonemastoma packardi (Roewer, 1914)
- Hesperonemastoma pallidimaculosum (Goodnight & Goodnight, 1945)
- Hesperonemastoma smilax Shear, 2010

## Systématique et taxinomie
Ce genre a été décrit par Gruber en 1970 dans les Ischyropsalididae. Il est placé dans les Sabaconidae par Giribet, Vogt, Pérez González, Sharma et Kury en 2010 puis dans les Taracidae par Schönhofer en 2013.

## Publication originale
- Gruber, 1970 : « Die Nemastoma-Arten Nordamerikas (Ischyropsalididae, Opiliones, Arachnida). » Annalen des Naturhistorischen Museums in Wien, vol. 74, p. 129–144.